# パペ・ティアウ
パペ・ティアウ（Pape Bouna Thiaw、1981年2月5日 - ）は、セネガルの元サッカー選手。元セネガル代表。ポジションはフォワード。

## 来歴
2001年にセネガル代表デビュー。アフリカネイションズカップ2002、2002 FIFAワールドカップにも出場した。2003年までに16試合に出場、5得点をあげた。

## 代表歴

### 出場大会
- セネガル代表
  - 2002 FIFAワールドカップ

### 試合数
- 国際Aマッチ 16試合 5得点（2001年-2003年）[1]

| セネガル代表 | 国際Aマッチ | 国際Aマッチ |
| 年           | 出場        | 得点        |
| ------------ | ----------- | ----------- |
| 2001         | 10          | 5           |
| 2002         | 5           | 0           |
| 2003         | 1           | 0           |
| 通算         | 16          | 5           |